# Durg
Durg (en Hindi: दुर्ग) es la ciudad capital del distrito homónimo localizado en el estado de Chhattisgarh en la India central. Se sitúa justo en el lado este del río Seonath, el más grande tributario del río Mahanadi. Su principal economía es la agricultura y minería. Su área es de 8537 km² (9% bosques) y su población es de 2,810,436.
Durg se ubica a 290 m sobre el nivel del mar.

## Toponimia
La primera referencia específica con respecto a la palabra "Durg" viene del siglo VIII a través de dos inscripciones en piedra, que fueron halladas en la ciudad y llevadas al Museo Raipur. En La primera inscripción se menciona el nombre de un rey llamado Shiva Deva y en la segunda inscripción se asocia al nombre Sivapura (la capital de Shivadeva) esto da Shiva Durga. Entonces el nombre actual "Durg" es una vieja contracción de la palabra shivadurga. El río en cuyas orillas se encuentra la actual ciudad también se conoce como "río Shiva". Con la llegada de la dinastía de Kalachuri de Tripuri en el año 1182, Durg estuvo bajo su reino.

## Clima
Durg tiene un clima generalmente tropical-seco, que es moderado. Las temperaturas máximas suelen llegar en mayo / junio y puede ser de hasta 45C. La temporada del monzón suele ser en julio y se extiende hasta septiembre, alcanzando su pico en julio y agosto. Las lluvias en promedio son de 1071.16 mm al año.
vea el pronóstico